# Rachid Mohamed Rachid
Rachid Mohamed Rachid (También Rasheed Mohamed Rasheed; Alejandría, 1955) es un político y empresario egipcio que se desempeñó como Ministro de Comercio e Industria de Egipto entre 2004 y 2011. Actualmente se desempeña como Presidente de la empresa de moda italiana Valentino.  
Después de una frutífera carrera como empresario del sector de bienes de consumo, fue nombrado Ministro de Comercio e Industria en 2004, siendo descrito como un reformador y el primer hombre de negocios en ocupar un cargo importante en el gabinete de Egipto. Tras perder su puesto durante la revolución egipcia de 2011, Rachid huyó del país y se estableció en Dubái. Desde entonces se ha dedicado a trabajar como empresario del sector de bienes de lujo.

## Educación
Estudió Ingeniería Mecánica en la Facultad de Ingeniería de la Universidad de Alejandría en 1978. Asistió a una serie de capacitaciones en Estados Unidos, incluido el programa de Desarrollo de Gestión en la Universidad de Stanford, el Programa de Gestión Estratégica de MIT Sloan School of Management, en 1993, y el Programa de Gestión Avanzada en la Escuela de Negocios Harvard en 1996.

## Carrera profesional
Antes de unirse al gobierno, estableció la empresa Fine Foods y la llevó a convertirse en la empresa alimenticia líder de Egipto. En 1991, estableció junto con Unilever una empresa llamada Unilever Mashreq, la cual llegó a contar con 17 fábricas en Egipto donde se producían alimentos, productos personales y para el hogar. Más tarde, fue nombrado presidente de Unilever en Medio Oriente, África del Norte y Turquía, mudándose a Londres para ocupa el puesto.

### Ministro de Comercio
En 2004 fue nombrado Ministro de Comercio de Egipto por el Gobierno de Hosni Mubarak, que designó a los principales empresarios del país en puestos relacionados con sus intereses económicos. Como ministro, formó parte del nuevo "equipo económico" del gobierno, encargado de ejecutar una serie de reformar para abrir al mercado egipcio al comercio y la inversión internacional. Al asumir como ministro se planteó como objetivos, además, liberalizar la industria egipcia, atraer inversión extranjera directa al comercio y crear nuevos puestos de trabajo.
Como ministro, reformó el sistema comercial egipcio al involucrar a miembros del sector privado en la formulación de políticas gubernamentales, en una nueva forma de asociación público-privada. Así mismo, armonizó las políticas industriales de Egipto con sus compromisos internacionales, tratando de conseguir que los empresarios egipcios de beneficiaran a partir de los acuerdos comerciales existentes.
Durante su mandato como ministro se firmaron los siguientes acuerdos comerciales se firmaron tratados de Libre Comercio con Estados Unidos, Turquía y la Zona Europea Libre de Impuestos (Compuesta por Islandia, Suiza, Noruega y Liechtenstein).
Después de protestas generalizadas en contra del gobierno, en enero de 2011 el gabinete egipcio, entre ellos Rachid, fue destituido. Poco después, el gobierno fue derrocado y los fiscales egipcios congelaron sus activos y le impidieron viajar fuera del país, aunque para ese momento ya había huido de Egipto.
Posteriormente fue juzgado en rebeldía por cargos de malversación y despilfarro de fondos públicos, siendo encontrado culpable y condenado a 5 años de prisión, además de que se le ordenó devolver 1,57 millones de dólares estadounidenses, equivalentes a 9.385 millones de libras egipcias. Semanas después, fue sentenciado a 15 años de prisión por cargos de corrupción y una multa adicional de 1,4 mil millones de libras egipcias.
En 2016, llegó a un acuerdo con el Comité de Recuperación de Activos de Egipto, después de demostrar que sus finanzas e inversiones ya las tenía antes de ser nombrado ministro en 2004. Regresó a Egipto en 2017. En 2019 realizó su primera aparición pública desde 2011 en la Conferencia de Diálogos Mediterráneos, donde declaró que «cuando yo era ministro de Comercio, las relaciones comerciales entre Egipto y otro país podían interrumpirse porque uno de los líderes de los dos países no invitaba al otro a la boda de su hijo, y esta situación absurda todavía existe en muchos lugares».

### Después de dejar el gobierno
Tras dejar el gobierno, vendió su participación accionaria en Unilever y fundó la firma de inversiones Mayhoola for Investments, en compañía de otros inversores como la familia real de Qatar, con el objetivo de invertir en compañías de productos de lujo. En 2012, Mayhoola compró la firma de moda italiana Valentino SpA y la firma francesa Balmain y en 2017 fundó Alsara Investment Group, una compañía de inversiones dedicada a la inversión en marcas de lujo de pequeño tamaño.
Es miembro del Foro Económico Mundial. Además de ser presidente de la junta directiva de Balmain y de Valentino SpA, es miembro de la Junta Directiva de Pepsi Lipton Intl, del Banco HSBC en el Mediterráneo y del Fondo de Desarrollo Social de Egipto, entre otros.
En 2024 recibió la ciudadanía italiana, a la vez que es Caballero de Gran Cruz de la Orden al Mérito de la República Italiana.